# Евтим Кръстев
Евтим Янев Кръстев е български политик от БКП, заслужил деятел на селското стопанство.

## Биография
Роден е на 23 януари 1931 г. в пернишкото село Кленовик. От 1944 г. е член на РМС, а от 1958 г. и на БКП. Завършва Висшия селскостопански институт „Георги Димитров“ в София през 1955 г. След това започва да работи като агроном. Известно време е бил заместник-началник на отдел „Земеделие“ в Околийския народен съвет в Попово и председател на трудово-кооперативно земеделско стопанство в село Ломци. Освен това е председател на Окръжния кооперативен съюз в Търговище. Между 1977 и 1979 г. е заместник генерален директор на ПАО „Българска захар“. Известен период от време е секретар на Окръжния комитет на БКП в Търговище. От 1980 до 1985 г. е председател на Изпълнителния комитет на Окръжния народен съвет. През 1985 г. става първи секретар на Окръжния комитет на БКП в Търговище. От 1981 до 1986 г. е член на Централната контролно-ревизионна комисия на ЦК на БКП. От 1986 до 13 декември 1988 г. е кандидат-член на ЦК на БКП, а от 13 декември 1988 до 1990 г. е член на ЦК на БКП. Към 1988 г. е председател на Изпълнителния комитет на Областния народен съвет в Разград. През 1989 г. става първи заместник-министър на земеделието и горите в правителството на Георги Атанасов.